# Baranya vármegyei 2. sz. országgyűlési egyéni választókerület
A Baranya vármegyei 2. sz. országgyűlési egyéni választókerület egyike annak a 106 választókerületnek, amelyre a 2011. évi CCIII. törvény Magyarország területét felosztja, és amelyben a választópolgárok egy-egy országgyűlési képviselőt választhatnak. A választókerület nevének szabványos rövidítése: Baranya 02. OEVK. Székhelye: Pécs

## Területe
A választókerület az alábbi településeket foglalja magába:
1. Berkesd
2. Bogád
3. Cserkút
4. Ellend
5. Hásságy
6. Komló
7. Kozármisleny
8. Kővágószőlős
9. Lothárd
10. Magyarsarlós
11. Mánfa
12. Nagykozár
13. Orfű
14. Pereked
15. Pécs választókerülethez tartozó területének határvonala:
A 66-os országút városhatáron való belépésétől a Komlói út (mindkét oldala) a Hársfa útig, a Hársfa út (mindkét oldala) a Rákos Lajos utcáig, tovább a Hársfa út (házszámok nélkül) a Bokor utcáig, a Bokor utca (mindkét oldala) végig, a Diósi út páratlan oldala a Zsolnay Vilmos útig, a Zsolnay Vilmos utca (házszámok nélkül) a Basamalom útig, a Basamalom út (házszámok nélkül) a vasútvonalig, a vasútvonal a Sport utcáig, a Sport utca (házszámok nélkül) a Tüskésréti útig, a Tüskésréti út (házszámok nélkül) az 58-as útig, a Nagyárpádi út (házszámok nélkül) a Tüskés dűlőig, a Tüskés dűlő (házszámok nélkül), a Nagyárpádi út (házszámok nélkül) a Kemény Zsigmond utcáig, a Kemény Zsigmond utca (házszámok nélkül) a Cserge dűlőig, a Cserge dűlő (házszámok nélkül), az 57-es országút a városhatárig, a városhatár az óramutató járásával ellenkező irányban a 66-os országútig, valamint a Szentlőrinc felé haladó vasútvonal városhatáron való belépési pontjától a városhatár az óramutató járásával egyező irányban a Remeteréti útig, majd a Remeteréti út, a Lapisi út torkolatáig, a Lapisi út a Demokrácia utcáig, a Bárány út (házszámok nélkül), a Bárány tető (házszámok nélkül) az Erdész utcáig, az Erdész utca (házszámok nélkül)a Fürkész dűlőig, a Fürkész dűlő (házszámok nélkül), az Erdész utca (házszámok nélkül) a Bálics dűlő torkolatáig, a Bálics dűlő (házszámok nélkül), a Bálicsi út (házszámok nélkül), a Nyár utca (házszámok nélkül), az Édesanyák útja (házszámok nélkül), az Ifjúság útja (mindkét oldala), a Kürt utca (mindkét oldala), a Szigeti út középvonala a Tüzér utcáig, a Tüzér utca páros oldala, a Megyeri Nagyhíd a vasútvonalig, a Szentlőrinc felé haladó vasútvonal a városhatárig terjedő szakaszok által körbezárt terület.
16. Romonya
17. Szemely
18. Szilágy

## Országgyűlési képviselője
| Név              | Párt                                         | Párt        | Terminus | Megjegyzés                                   |
| ---------------- | -------------------------------------------- | ----------- | -------- | -------------------------------------------- |
| Dr. Hoppál Péter |                                              | Fidesz-KDNP | 2014 –   | A 2014-es országgyűlési választás eredménye: |
| Dr. Hoppál Péter | A 2018-as országgyűlési választás eredménye: | Fidesz-KDNP | 2014 –   |                                              |
| Dr. Hoppál Péter | A 2022-es országgyűlési választás eredménye: | Fidesz-KDNP | 2014 –   |                                              |

## Demográfiai profilja
| Iskolai végzettség                | Iskolai végzettség               | Iskolai végzettség | Iskolai végzettség | Iskolai végzettség |
| --------------------------------- | -------------------------------- | ------------------ | ------------------ | ------------------ |
|                                   |                                  |                    |                    | fő                 |
| Általános iskolát nem végezte el  | Általános iskolát nem végezte el |                    | 1246               | 1246               |
| Általános iskola                  | Általános iskola                 |                    | 12803              | 12803              |
| Szakmunkás                        | Szakmunkás                       |                    | 17651              | 17651              |
| Érettségi                         | Érettségi                        |                    | 26616              | 26616              |
| Diploma                           | Diploma                          |                    | 18540              | 18540              |
| A 2022. évi népszámlálás szerint. |                                  |                    |                    |                    |

A Baranya vármegyei 2. sz. választókerület lakónépessége 2022. október 1-jén 92 242 fő volt. A 2011-es és a 2022-es népszámlálás között 7459 fővel csökkent a választókerület lakosság száma. A választókerületben a korösszetétel alapján a legtöbben a középkorúak élnek 33 585 fővel, míg a legkevesebben a gyermekek 15 386 fővel. A választókerület lakosságának a 85,2%-nál van internet elérési lehetőség.
A legmagasabb befejezett iskolai végzettség szerint az érettségi végzettséggel rendelkezők élnek a legtöbben 26 616 fő, utánuk a következő nagy csoport a diplomások 18 540 fővel.
Gazdasági aktivitás szerint a lakosság közel fele foglalkoztatott 44 306 fő, második legjelentősebb csoport az inaktív keresők, akik főleg nyugdíjasok 22 966 fővel.
A választókerület legjelentősebb nemzetiségi csoportja a német 2899 fő, illetve a cigány 1818 fő. Magyar állampolgársággal nem rendelkező külföldi állampolgárok aránya 1,5%.
Vallási összetétel szerint a választókerületben lakók legnagyobb vallása a római katolikus (22 859 fő), valamint jelentős közösség még a reformátusok (3267 fő). A vallási közösséghez nem tartozók száma szintén jelentős (14 492 fő), a választókerületben a második legnagyobb csoport a római katolikus vallás után.

## Országgyűlési választások
| Párt                             |                        | Jelölt                  | Szavazatok | %     | ± %   |
| -------------------------------- | ---------------------- | ----------------------- | ---------- | ----- | ----- |
| Fidesz-KDNP                      |                        | Hoppál Péter            | 22 898     | 44,41 | 4,3   |
| Egységben Magyarországért        |                        | Szakács László          | 21 226     | 41,17 | 12,92 |
| Mi Hazánk                        |                        | Ipacs Sándor            | 2829       | 5,49  | Új    |
| MKKP                             |                        | Martos Csongor          | 2099       | 4,07  | 2,17  |
| Független                        |                        | Hencsei Zsolt           | 837        | 1,62  | Új    |
| MEMO                             |                        | Juhász Gábor            | 635        | 1,23  | Új    |
| Normális Párt                    |                        | Árvainé Behán Zsuzsanna | 543        | 1,05  | Új    |
| Munkáspárt-ISZOMM                |                        | Szilágyi László Csaba   | 489        | 0,95  | Új    |
| Megjelent                        | Megjelent              | Megjelent               | 52 392     | 68,31 | 0,75  |
| Választópolgárok száma           | Választópolgárok száma | Választópolgárok száma  | 76 693     | 100   | 2,15  |
| A Fidesz-KDNP tartja a körzetet. |                        |                         |            |       |       |

| Párt                             | Párt                   | Jelölt                 | Szavazatok | %     | ± %   |
| -------------------------------- | ---------------------- | ---------------------- | ---------- | ----- | ----- |
|                                  | Fidesz-KDNP            | Hoppál Péter           | 21 471     | 40,11 | 3,84  |
|                                  | Jobbik                 | Gyimesi Gábor          | 11 858     | 22,15 | 1,47  |
|                                  | DK                     | Nagy Ferenc            | 11 160     | 20,85 | 11,09 |
|                                  | LMP                    | Hohn Krisztina         | 4899       | 9,15  | 1,55  |
|                                  | Együtt                 | Berkecz Balázs         | 1277       | 2,39  | 29,55 |
|                                  | Momentum               | Körömi Attila          | 1039       | 1,94  | Új    |
|                                  | MKKP                   | Martos Csongor         | 1015       | 1,9   | Új    |
|                                  | Egyéb pártok           |                        | 806        | 1,5   | 1,55  |
| Megjelent                        | Megjelent              | Megjelent              | 54 122     | 69,06 | 8,47  |
| Választópolgárok száma           | Választópolgárok száma | Választópolgárok száma | 78 371     | 100   | 2,40  |
| A Fidesz-KDNP tartja a körzetet. |                        |                        |            |       |       |

| Párt                                | Párt                   | Jelölt                      | Szavazatok | %     |
| ----------------------------------- | ---------------------- | --------------------------- | ---------- | ----- |
|                                     | Fidesz-KDNP            | Dr. Hoppál Péter Tamás      | 17 413     | 36,27 |
|                                     | Összefogás             | Dr. Szakács László          | 15 334     | 31,94 |
|                                     | Jobbik                 | Gyimesi Gábor               | 9931       | 20,68 |
|                                     | LMP                    | Dr. Keresztes László Lóránt | 3650       | 7,6   |
|                                     | Szociáldemokraták      | Gavri Edit                  | 216        | 0,45  |
|                                     | Egyéb pártok           |                             | 1471       | 3,05  |
| Megjelent                           | Megjelent              | Megjelent                   | 48 646     | 60,59 |
| Választópolgárok száma              | Választópolgárok száma | Választópolgárok száma      | 80 292     | 100   |
| A Fidesz-KDNP nyeri meg a körzetet. |                        |                             |            |       |

## Ellenzéki előválasztás – 2021
| Frakció                              |                 | Jelölő szervezetek             | Jelölt                  | Szavazatok | %     |
| ------------------------------------ | --------------- | ------------------------------ | ----------------------- | ---------- | ----- |
| DK                                   |                 | DK, Jobbik                     | Szakács László          | 3695       | 51,30 |
| LMP                                  |                 | LMP, MSZP, Párbeszéd, ÚK, ÚVNP | Keresztes László Lóránt | 3508       | 48,70 |
| Összes szavazat                      | Összes szavazat | Összes szavazat                | Összes szavazat         | 7203       |       |
| Szakács László nyeri meg a körzetet. |                 |                                |                         |            |       |